# 维拉兹
维拉兹（法語：Villaz，法語發音：[vilaz]）是法国上萨瓦省的一个市镇，位于该省中部，属于阿讷西区。

## 地理
维拉兹（45°57'4"N, 6°11'23"E）面积15.27 平方千米，位于法国奥弗涅-罗讷-阿尔卑斯大区上萨瓦省，该省份为法国东部省份，历史上为薩伏依的一部分，北与瑞士接壤，西接安省，南至萨瓦省，东与瑞士和意大利接壤。
与维拉兹接壤的市镇（或旧市镇、城区）包括：阿尔戈奈、丹日圣克莱尔、纳沃帕尔默朗、阿讷西、菲利耶尔。
维拉兹的时区为UTC+01:00、UTC+02:00（夏令时）。

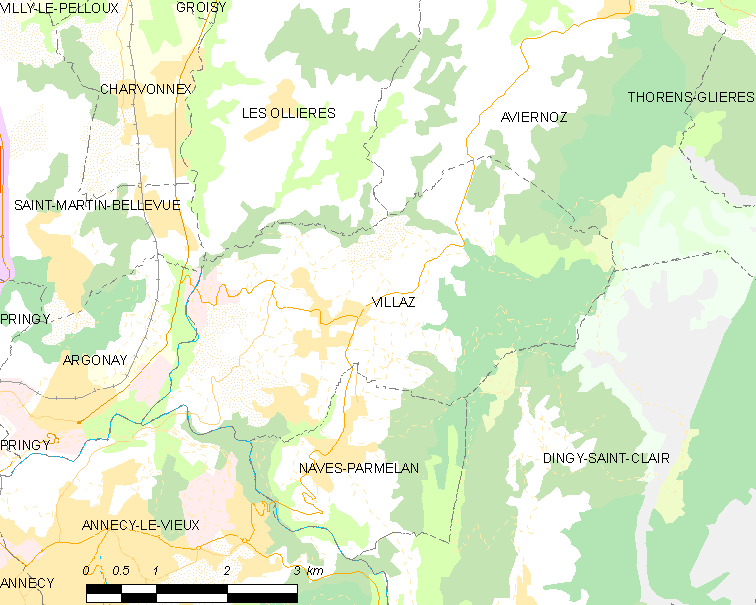
维拉兹的OSM定位图

## 行政
维拉兹的邮政编码为74370，INSEE市镇编码为74303。

## 政治
维拉兹所属的省级选区为阿讷西第三县。

## 交通
上萨瓦省省道D5线和D175线经过境内。

## 人口

1962-2008年间维拉兹人口变化图示

维拉兹于2022年1月1日时的人口数量为3473人。